# Ectatoderus samui
Ectatoderus samui är en insektsart som beskrevs av Sigfrid Ingrisch 2006. Ectatoderus samui ingår i släktet Ectatoderus och familjen Mogoplistidae. Inga underarter finns listade i Catalogue of Life.